# Dactylocythere cooperorum
Dactylocythere cooperorum är en kräftdjursart som beskrevs av Hobbs och Walton 1968. Dactylocythere cooperorum ingår i släktet Dactylocythere och familjen Entocytheridae. Inga underarter finns listade i Catalogue of Life.